# Parandra angulicollis
Parandra angulicollis là một loài bọ cánh cứng trong họ Cerambycidae.